# Apache Incubator
Apache Incubatorは本格的なApache Software Foundationのプロジェクトになることを目指したオープンソースプロジェクトのためのゲートウェイである。
Apache Incubatorプロジェクトは2002年10月に立ち上げられた。このプロジェクトはApache Software Foundationの一部となることを希望するプロジェクトやコードベースのための道筋を提供する。外部の組織から寄付されるすべてのコード、またはApacheへの移動を希望する既存の外部のプロジェクトはIncubatorを通過しなければならない。
Apache Incubatorプロジェクトはトッププロジェクトや適切な各サブプロジェクトとして受け入れられるまでの一時的な保管を行っている。一方で IncubatorプロジェクトはどのようにApache Software Foundationが動き、枠組みの中で物事を成し遂げるかの考証を行う。これはApache Software Foundationやそのメンバープロジェクトの中でのプロセスや役割、そしてポリシーを考証することを意味する。

## 参照
- Apache Incubator
  - All projects in incubator
- Apache Incubator OpenOfficeProposal
- HCatalog Mailing List Archives